# Infiniti Q50
La Infiniti Q50 è una berlina sportiva di fascia media prodotta dalla casa automobilistica giapponese Infiniti dal 2013 al 2024. Rappresenta uno dei modelli più importanti della gamma del costruttore e va a sostituire la precedente berlina Infiniti G.

## Caratteristiche e profilo

### Debutto
Progettata per rilanciare il marchio giapponese Infiniti (divisione di lusso della Nissan) la genesi della Q50 è stata piuttosto lunga: la vettura infatti ha avuto il compito di sostituire la berlina G raccogliendone sia l'immagine di vettura di lusso costruitasi nel tempo soprattutto sul mercato americano e allo stesso tempo la casa ha "spinto" verso un'impostazione più sportiva per entrare in diretta concorrenza sul mercato europeo contro le rivali di fascia premium tedesche come le BMW Serie 3, Mercedes Classe C e Audi A4. La Q50 quindi viene concepita come una vettura di segmento D globale destinata ad un pubblico nettamente più ampio.
Il modello definitivo viene svelato al Salone dell'automobile di Detroit nei primi mesi del 2013 mentre il debutto europeo avviene al salone di Ginevra 2013 dopo qualche mese. La Q50 è anche la prima Infiniti a portare al debutto il nuovo corso di denominazioni alfanumeriche della casa giapponese basato sulla lettera "Q" seguita da due numeri: la lettera "Q" è stata scelta per omaggiare la prima vettura introdotta dalla casa giapponese nel 1989 sul mercato americano ovvero l'Infiniti Q45, ammiraglia di fascia alta prodotta fino al 2006.
La produzione della vettura viene avviata nel maggio del 2013 e viene affidata allo stabilimento Nissan di Tochigi in Giappone completamente rimodernato per adottare le nuove linee produttive flessibili. All'avvio della produzione erano presenti Johan de Nysschen, numero uno del marchio Infiniti e Carlos Ghosn, il presidente dell'alleanza Renault-Nissan-Mitsubishi. Le vendite in Europa (Italia compresa) invece partono dall'autunno del 2013.

### Esterni ed interni

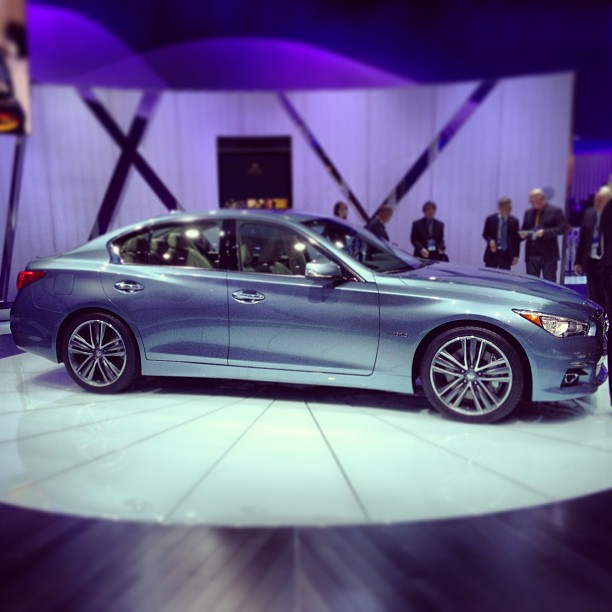
Linea laterale di una Q50

Stilisticamente il design si ispira al prototipo Essence svelato nel 2009 per celebrare i 20 anni del marchio Infiniti. Disegnata da Shiro Nakamura la Q50 viene caratterizzata da forme muscolose e particolarmente aerodinamiche, infatti la carrozzeria possiede un coefficiente di resistenza aerodinamica pari a 0,26. Lunga 4,783 metri, il passo è di 2,85 metri mentre l'altezza rispetto alla vecchia Infiniti G è stata ridotta di 30 mm raggiungendo 1,443 metri. La grande calandra a clessidra domina il frontale con fanali a LED sfuggenti e ampie nervature nei paraurti. Caratteristica è la vetratura della fiancata che termina con un'onda a livello del montante posteriore. Nella coda invece la targa è stata posizionata sul cofano del bagagliaio sagomato per formare uno spoiler; una cromatura con il logo Infiniti collega i due gruppi ottici posteriori sempre a LED.
Il disegno dell'abitacolo riprende le linee sinuose degli esterni con una plancia ondulata che raggruppa tutti i principali comandi al centro di essa: nel particolare debutta il sistema di infotainment denominato Infiniti InTouch che possiede un doppio schermo touchscreen (uno superiore l'altro inferiore) con comandi vocali ed integra le telecamere del sistema Around View Monitor e Active Noise Control nonché comandi vocali, navigatore, bluetooth e sistema wi-fi per connettività con smartphone e app integrate. Il sistema multimediale InTouch è posizionato nella parte alta della plancia agli estremi dei diffusori di aerazione del climatizzatore. Il clima è automatico con sensore di qualità dell'aria Plasmacluster, i comandi sono posizionati nella parte bassa della plancia, al di sotto del sistema multimediale.
Numerose le rifiniture per la plancia con inserti in pelle e alluminio, tinte bicolore e materiali morbidi al tatto, il volante è a tre razze con comandi sdoppiati, i modelli con cambio automatico possiedono i paddle dietro al volante. L'abitacolo è configurato come un cinque posti.

### Meccanica

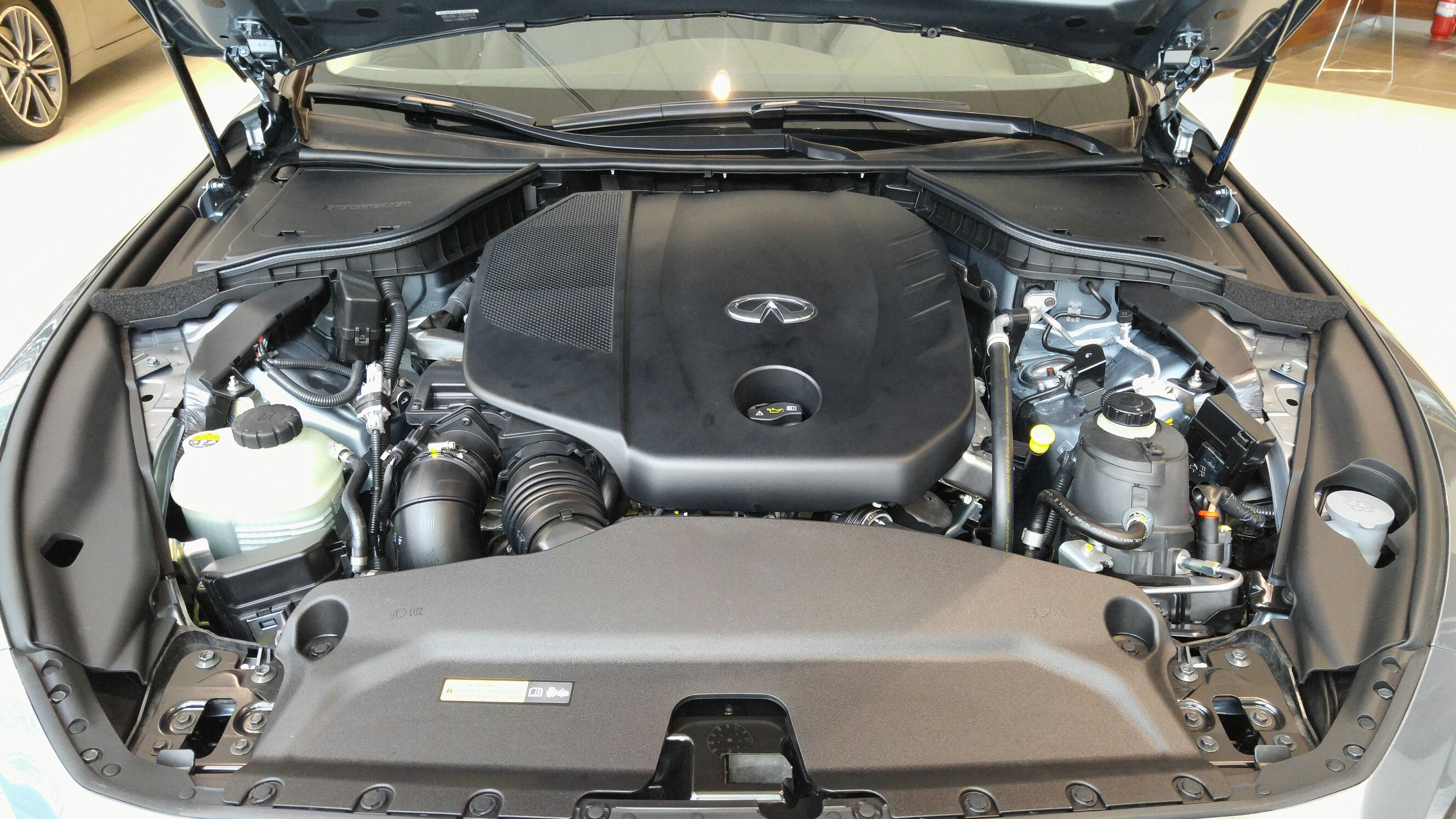
Motore Mercedes OM651 su una Q50

A livello di meccanica la Q50 è la prima auto al mondo ad adottare il sistema di sterzo elettronico Direct Adaptive Steering che utilizza una frizione che è in grado di scollegare il comando dalle ruote quindi la gestione della cremagliera viene affidata ad un motore elettrico al fine di correggere autonomamente la traiettoria della vettura intervenendo anche sulla corona del volante stesso. Il Direct Adaptive Steering possiede inoltre quattro diversi settaggi di correzione, inoltre è abbinato al sistema di controllo delle linee di carreggiata Active Lane Control. Entrambi i dispositivi sono proposti di serie sulle versioni alimentati a benzina (incluso le ibride) mentre sono pagamento sulle versioni alimentate a gasolio. Di serie per tutti i modelli dispositivi come l'ABS, il controllo di stabilità ESP e di trazione, assistenza di partenza in salita.
Il pianale di base è un'evoluzione della precedente piattaforma Nissan FM adottata dalla Infiniti G, rivista completamente nella struttura diventando più rigida e realizzata in materiali leggeri per ridurne il peso complessivo della struttura. La trazione è posteriore con motore anteriore-longitudinale, a pagamento la trazione integrale inseribile elettronicamente, la gamma motori prevede tre propulsori: uno a benzina, uno ibrido a benzina abbinato ad uno elettrico e uno a gasolio prodotto dalla Mercedes-Benz.
Il motore benzina è il 3.7 V6 codice VQ37VHR che eroga 330 CV abbinato ad un cambio automatico sequenziale a sette rapporti e alla trazione posteriore oppure integrale; questo propulsore non viene venduto sul mercato italiano. La Q50 Hybrid adotta il motore 3.5 V6 codice VQ35HR che abbinato ad un propulsore elettrico garantisce nel ciclo combinato 364 CV complessivi e anch'esso è abbinato al cambio automatico sequenziale a sette rapporti e alla trazione posteriore o integrale. L'unico motore diesel è un quattro cilindri 2.2 common rail a sedici valvole codice OM651DE22LA prodotto dalla Mercedes-Benz erogante 170 CV e disponibile con cambio manuale a sei rapporti oppure automatico sequenziale a sette rapporti (quest'ultimo è il 7G-TRONIC di derivazione Mercedes-Benz e alla sola trazione posteriore).

## Versioni speciali

### Q50 Eau Rouge

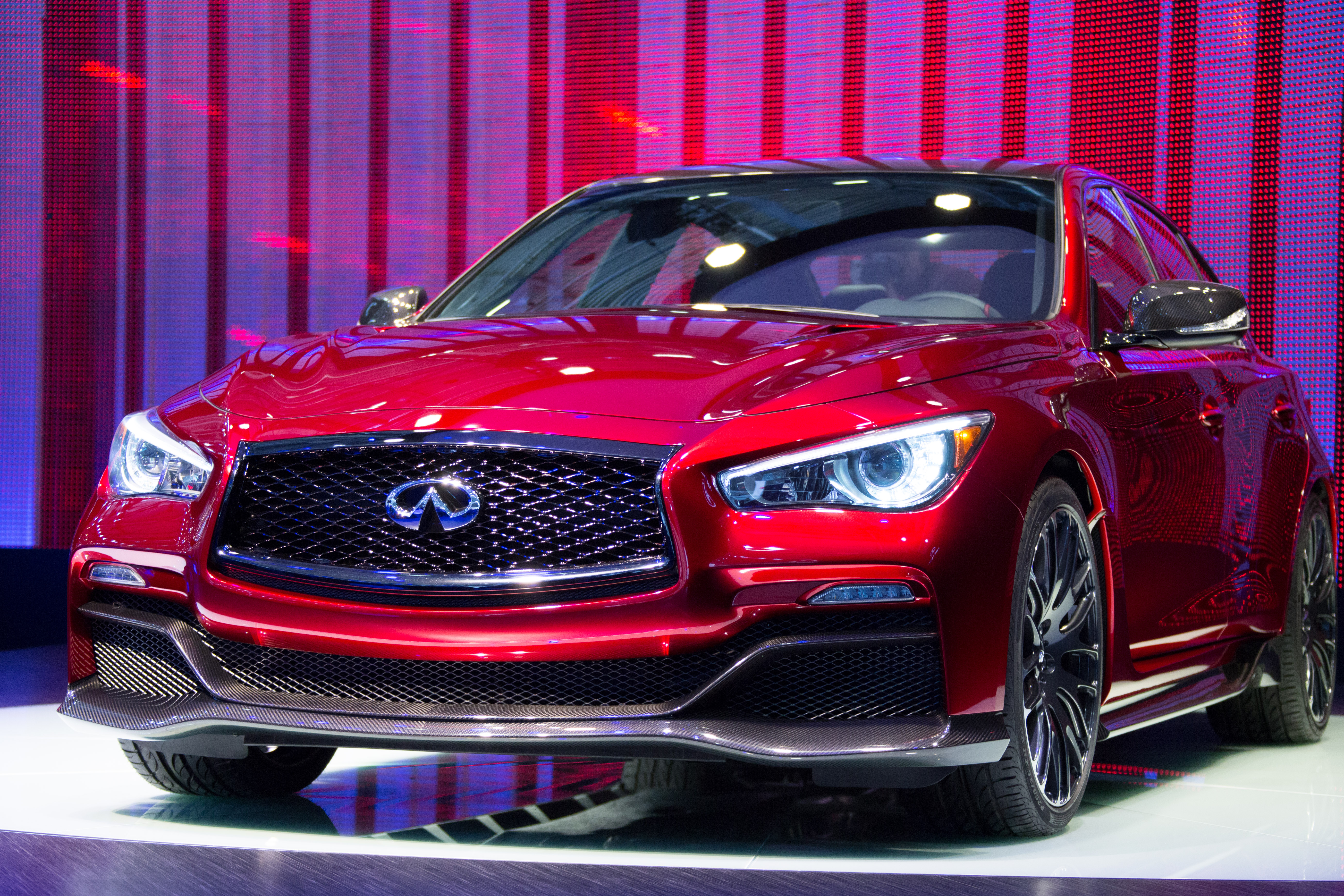
Q50 Eau Rouge

Presso il salone automobilistico di Detroit del 2014 è stato presentata un modello sportivo della Q50. Denominato Eau Rouge, è stato aggiornato con nuove componenti aerodinamiche in carbonio, un più potente impianto frenante a dischi con pinze rosse, dei cerchi da 21 pollici e la carrozzeria è verniciata di rosso. È alimentata dal motore 3.8 V6 biturbo della Nissan GT-R che sviluppa una potenza pari a 568 CV, presenta anche la trasmissione rinforzata della Infiniti Q70.